# Algún día (canción de Julieta Venegas)
«Algún día», es una canción interpretada por la cantante mexicana Julieta Venegas con la colaboración del productor argentino Gustavo Santaolalla. Este tema pertenece a su álbum en vivo MTV Unplugged. 
Fue publicada como segundo sencillo el 10 de septiembre de 2008. La canción alcanza el número uno en la radio mexicana.

## Canción
La canción fue escrita por Julieta Venegas e interpretada por ella misma en el MTV Unplugged, y tuvo la colaboración de Gustavo Santaolalla, tocando el Banjo y cantando.
La canción trata de una persona intentando ser mejor para su pareja, diciéndole que no es muy madura pero intenta hacerlo por ella.

## Vídeo musical
El vídeo de esta canción se colocó en la lista anual Los 100 + pedidos de MTV Latinoamérica en su versión norte en la posición 72.

## Formatos
- Sencillo en CD

| «Algún Día» — Sencillo |             |          |  |
| N.º                    | Título      | Duración |  |
| 1.                     | «Algún Día» | 4:00     |  |

## Posicionamiento en las listas

### Semanales
| País      | Lista                              | Mejor posición |
| 2008      | 2008                               | 2008           |
| --------- | ---------------------------------- | -------------- |
| Chile     | Top 100 Chile                      | 26             |
| México    | Monitor Latino                     | 10             |
| Venezuela | Record Report (Pop/Rock)           | 11             |
| 2009      |                                    |                |
| México    | México Español Airplay (Billboard) | 42             |